# Граевский район
Граевский район (бел. Граеўскі раён) — район, существовавший в Белостокской области Белорусской ССР в 1940—1944 годах. Центр — город Граево.

## История
Граевский район был образован 15 января 1940 года на части территории упразднённого Щучинского уезда Белостокской области Указом Президиума Верховного Совета СССР.
К 1 января 1941 года район включал город Граево, посёлки городского типа Райгород и Щучин и 14 сельсоветов.
В 1941—1944 годах территория района была оккупирована немецкими войсками.
20 сентября 1944 года Граевский район, как и большая часть территории всей Белостокской области, был передан из СССР в состав Польши.

## СМИ
В районе на русском, белорусском и польском языках издавалась газета «Новая жизнь»/«Nowe życie».